# فيلجو فيكلوند
فيلجو فيكلوند (بالفنلندية: Viljo Viklund)‏ (1 مايو 1903 – 17 مارس 1971) هو سبّاح فنلندي راحل، مثّل بلاده في الألعاب الأولمبية الصيفية 1924.

## روابط خارجية
فيلجو فيكلوند على موقع الاتحاد الدولي للسباحة (الإنجليزية)
- فيلجو فيكلوند على موقع أوليمبيديا (الإنجليزية)